# Trappenpiramide van Snofroe
De trappenpiramide van Snofroe van Meidoem is een Egyptische piramide, had een oorspronkelijke hoogte van 93,5 meter en de lengte van de zijde bedraagt 147 m.

## Eigenaar?
De piramide wordt toegeschreven aan Snofroe. Wegens enkele graffiti uit het Nieuwe Rijk die in de grafkamer zijn aangebracht, bestaat er twijfel of ze wel van hem is en niet van zijn vader Hoeni. De piramide is immers nog een trappiramide en geen 'echte' piramide. Toch staat er ook nergens een vermelding van Hoeni. De afwerking van de piramide is zeker door Snofroe gebeurd, want er zijn verschillende graffiti van de arbeiders op de blokken. De twijfel dat Snofroe hem bouwde ligt aan het feit dat deze nog twee andere piramiden heeft gebouwd: de rode piramide van Snofroe en de knikpiramide van Snofroe.

## Architectuur
De noordzijde van de piramide bevat de toegang tot een ondergrondse kamer, waar een ondergrondse grafkamer (zonder sarcofaag) in is. Auguste Mariette was in 1881 de eerste die de piramide binnendrong.
De piramide heeft een zeer bizarre vorm: ze heeft een grote basis, maar versmalt dan plots. Er zijn verschillende theorieën hiervoor:
- Symbool voor de zonnestralen (vergelijk: obelisk)
- Een deel van de deklaag is weg
- De piramide is onafgewerkt

## Galerij

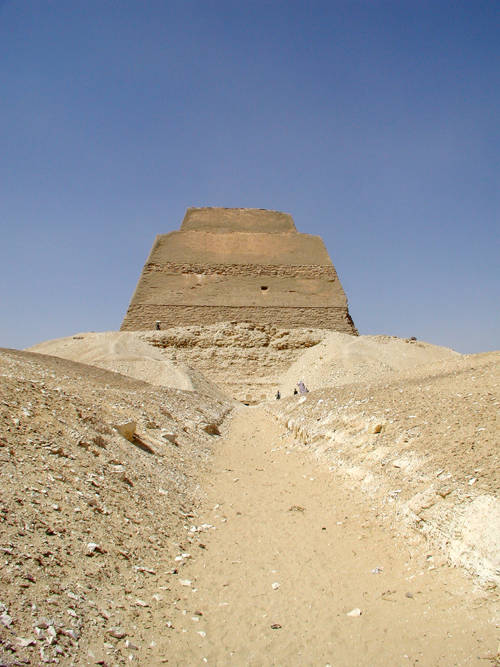
Het pad richting de piramide
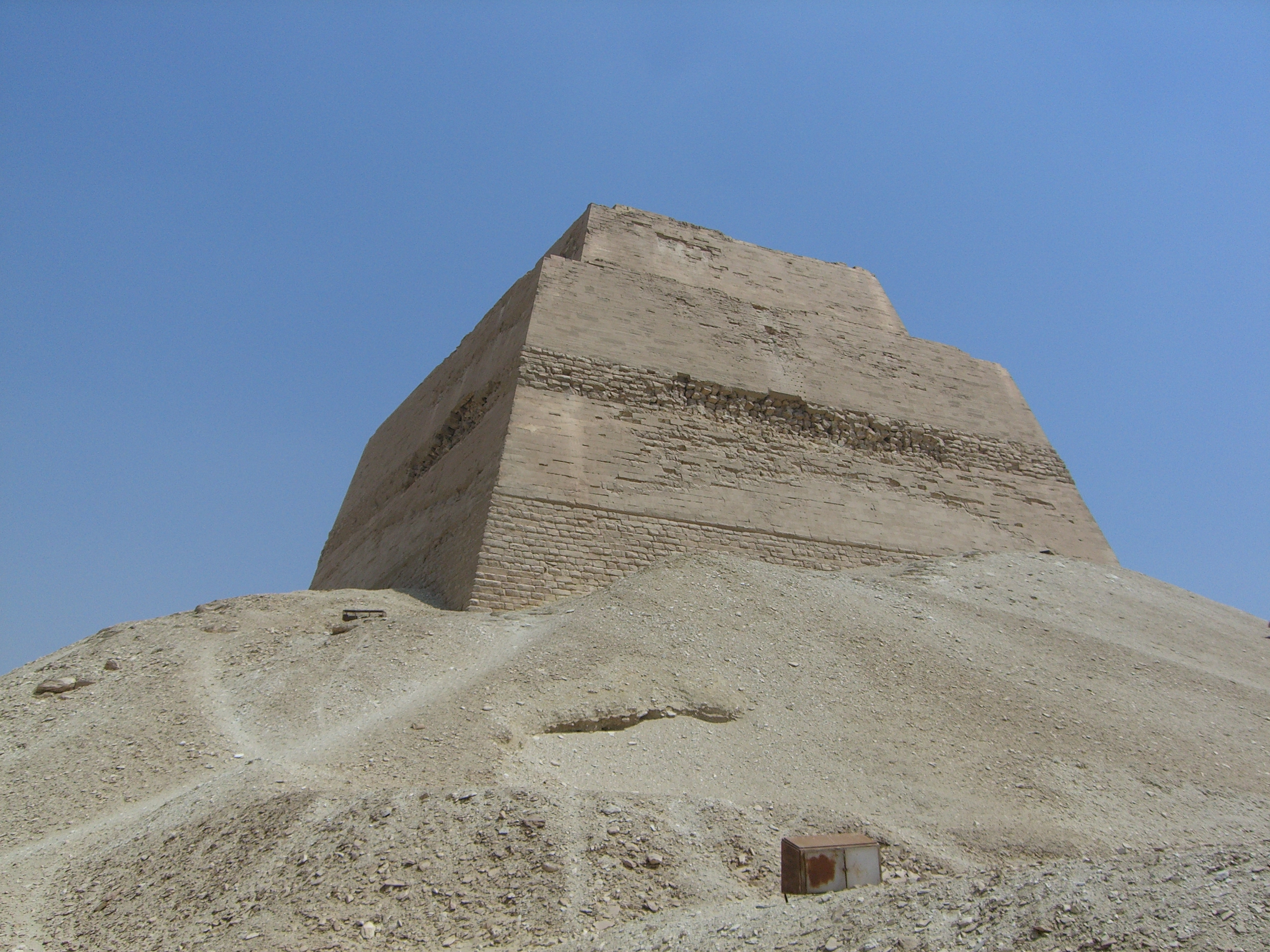
Piramide van Meidoum
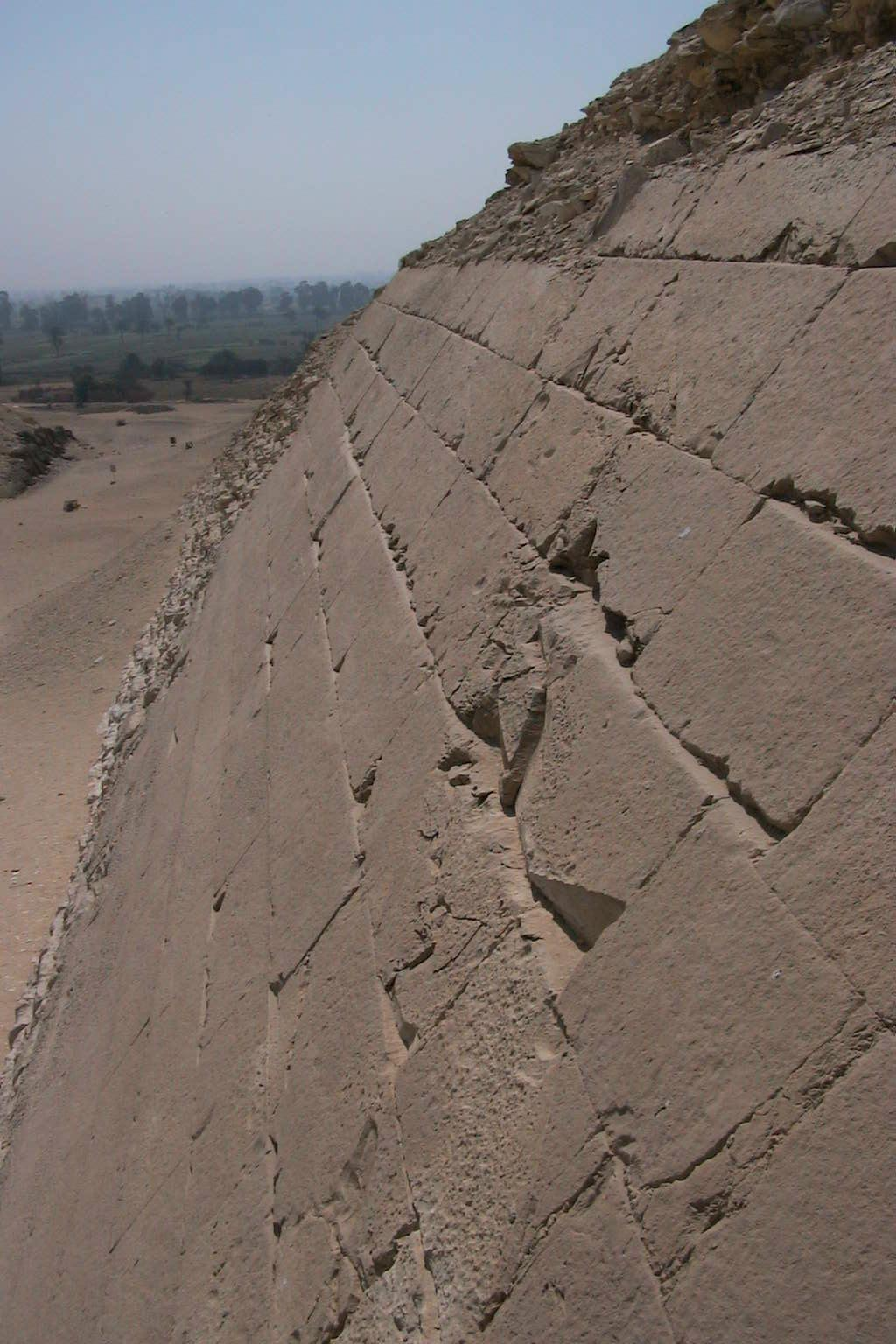
Bouwstenen van dichtbij
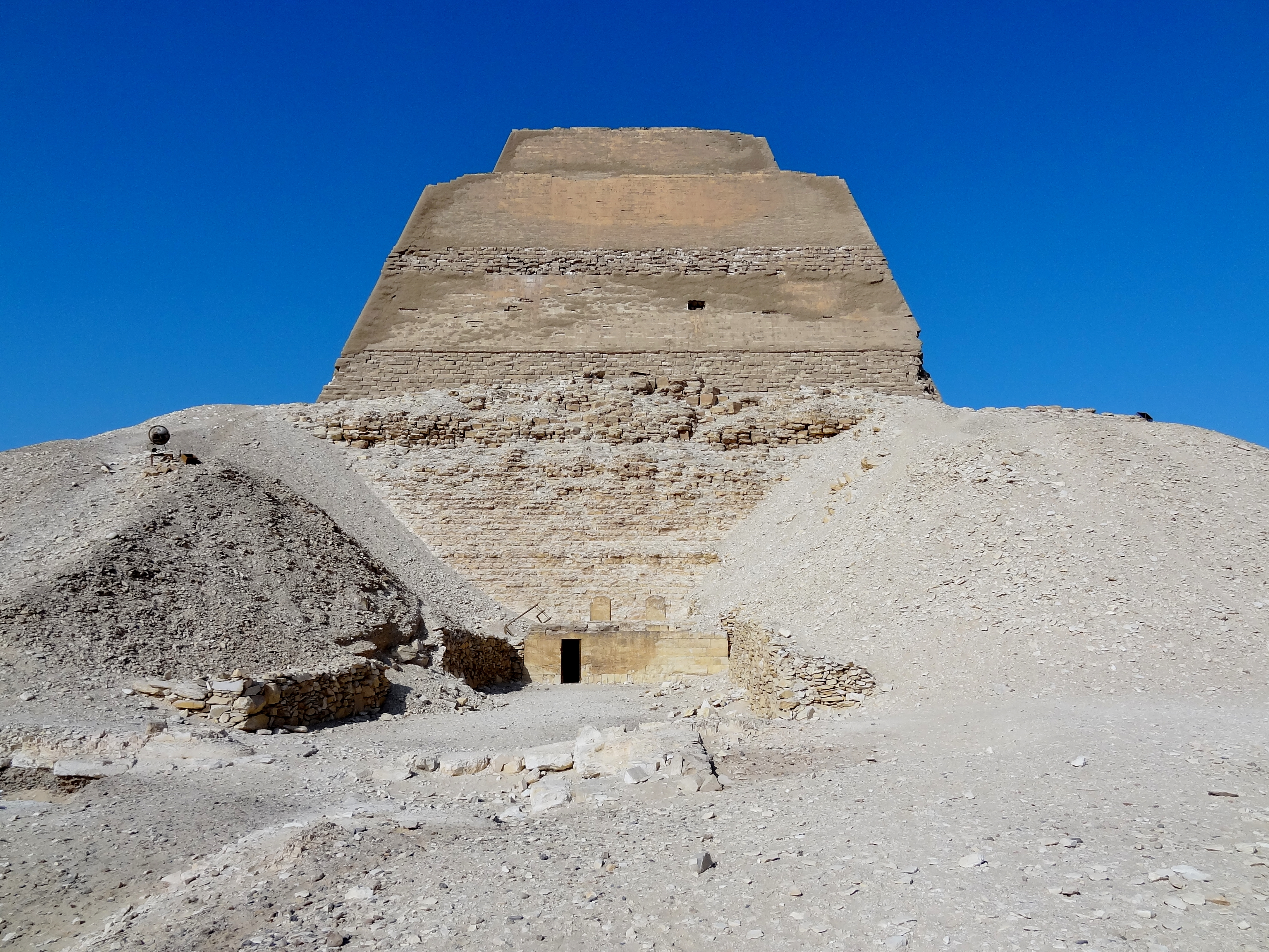
Voor de ingang van de piramide
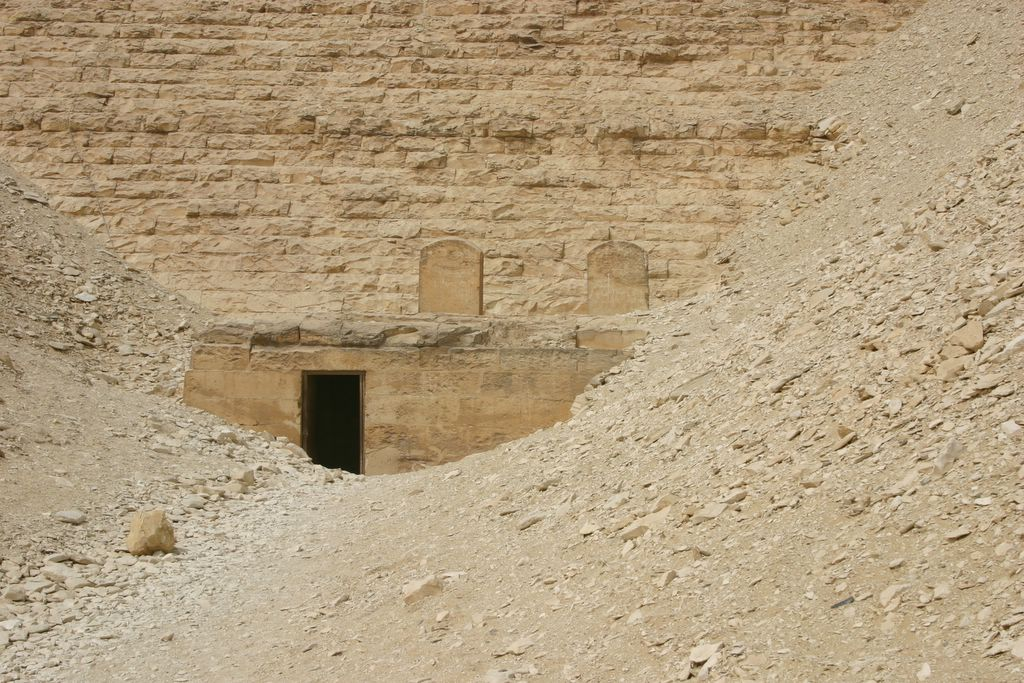
Dodentempel bij piramide
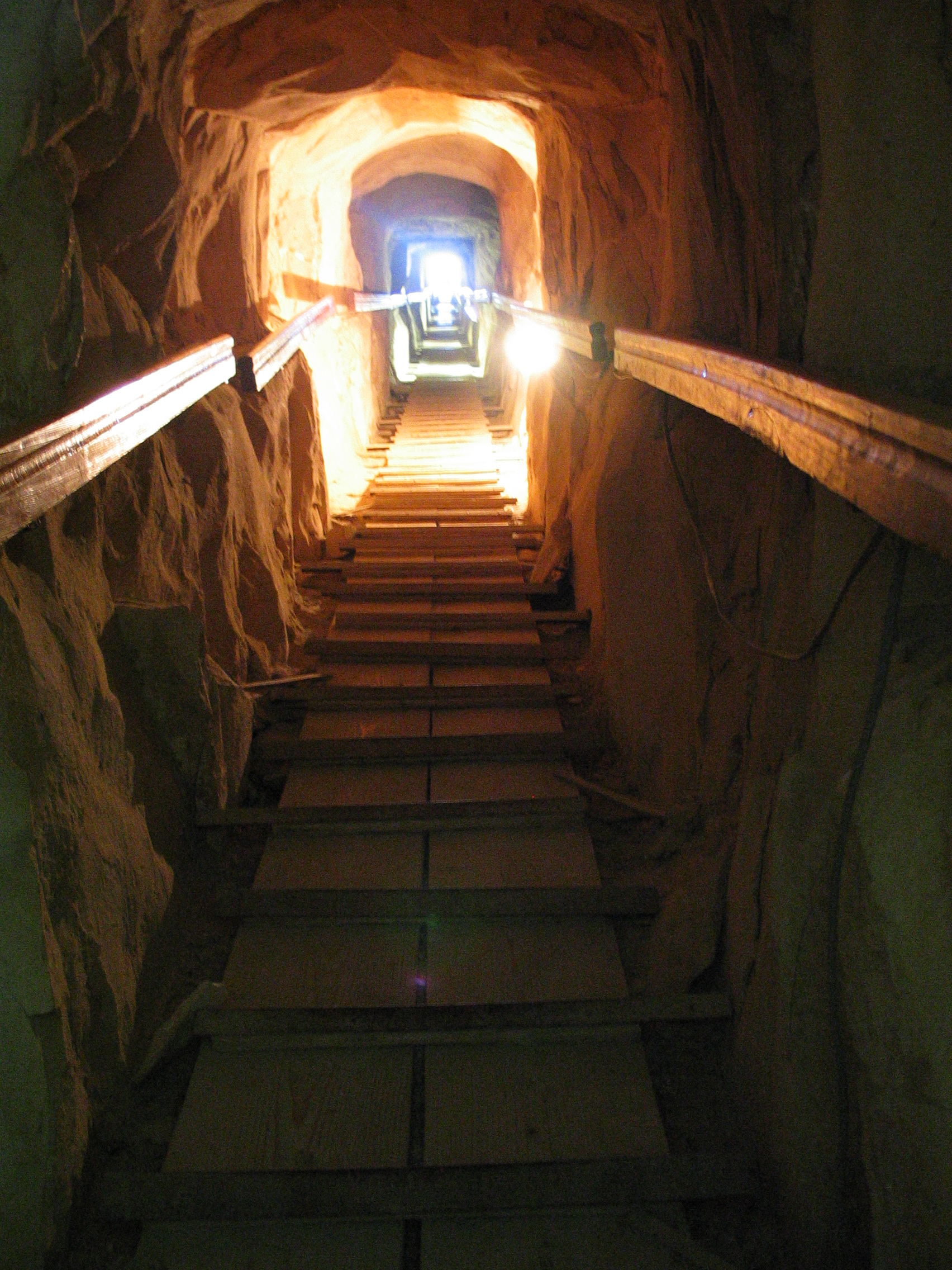
Passage in piramide
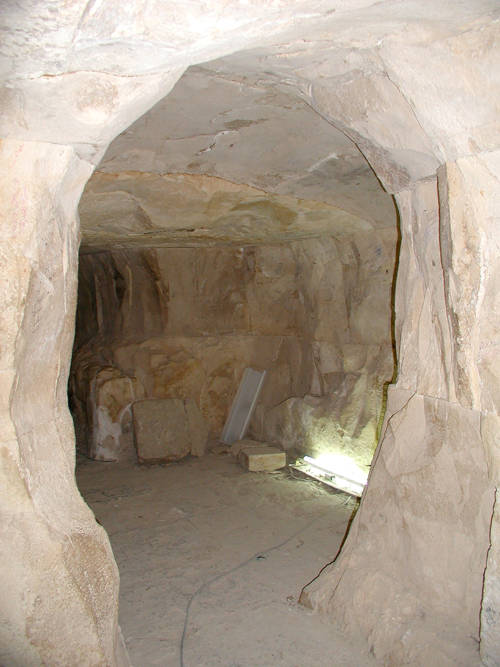
De eerste kamer gezien vanuit de tweede
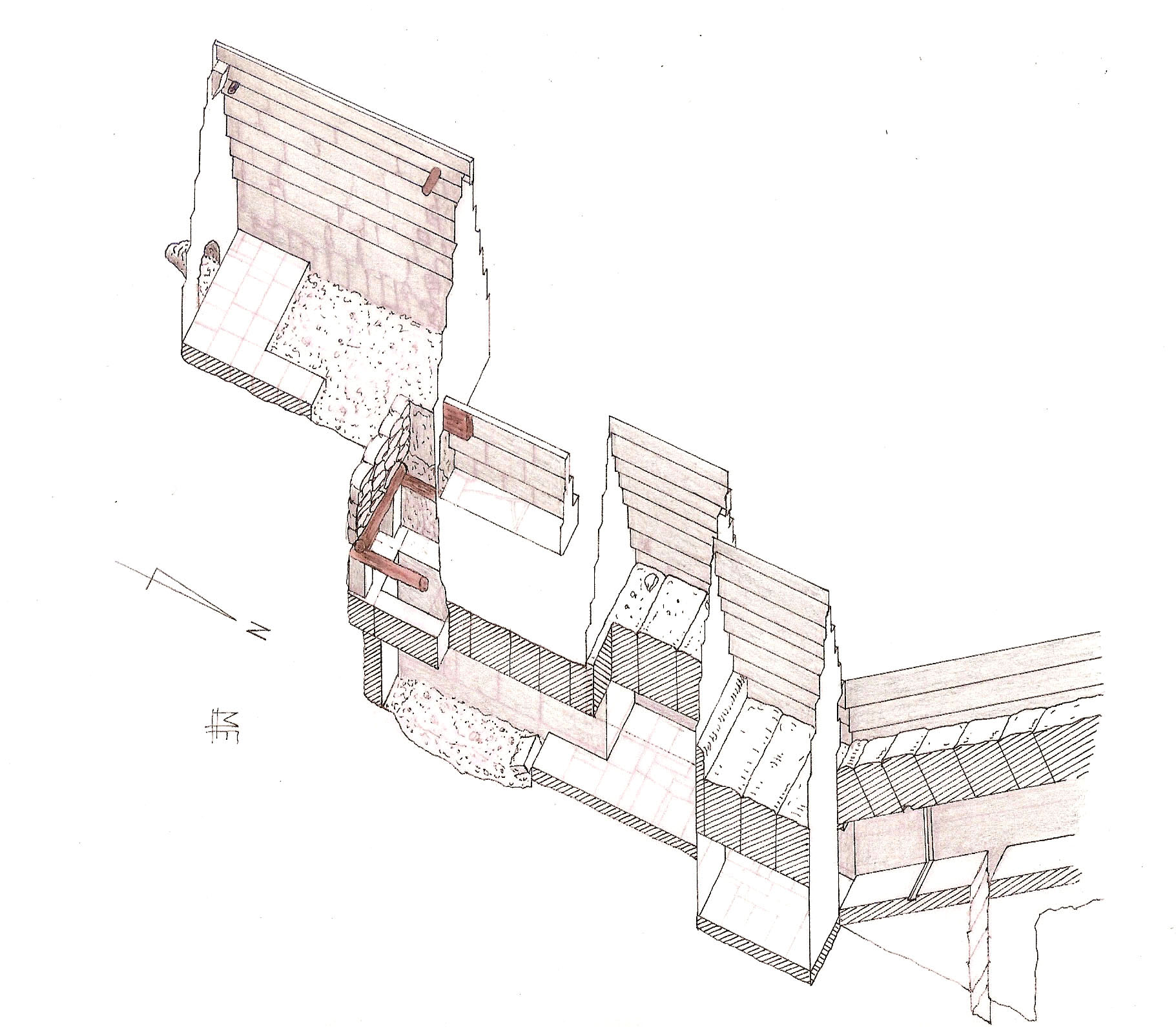
Binnenste van de piramide
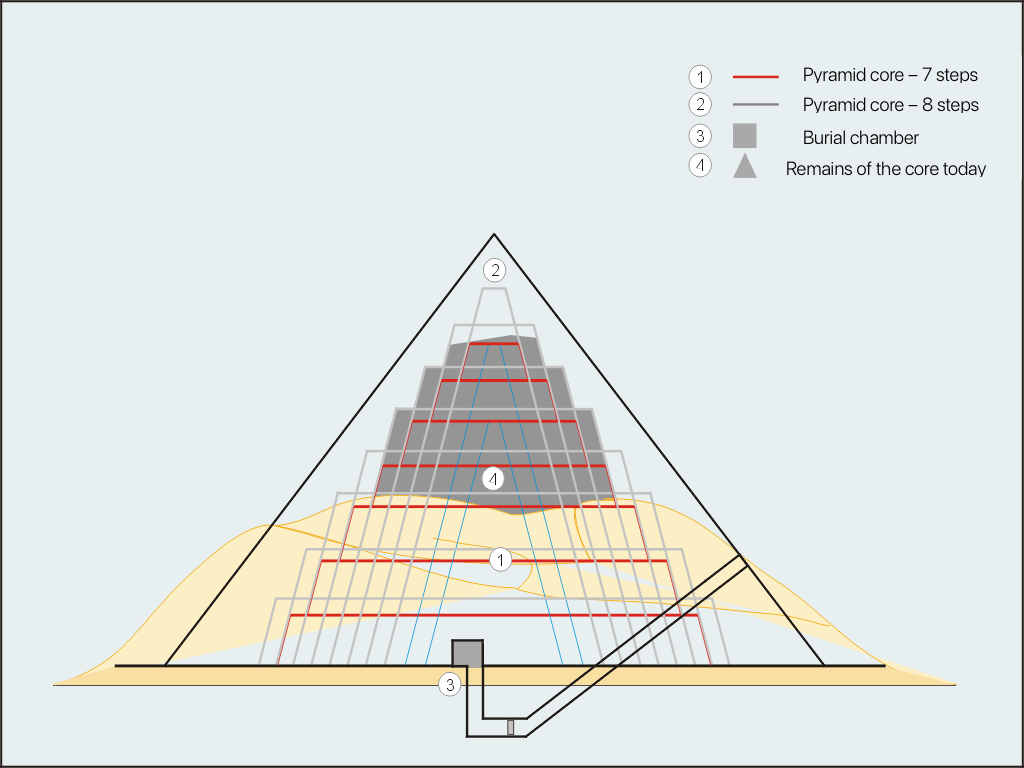
Schematische tekening van de mogelijke trappen van de piramide